# Émeutes de 2024 en Nouvelle-Calédonie
Les émeutes de 2024 en Nouvelle-Calédonie commencent le 13 mai, à la suite d'un projet de révision constitutionnelle visant à mettre partiellement fin au gel du corps électoral habilité à voter aux élections provinciales, dont les manifestations d'opposition tournent à la violence.
La Nouvelle-Calédonie est inscrite de 1946 à 1947 et depuis 1986 sur la liste des territoires non autonomes selon l'Organisation des Nations unies, qui la considère comme non-décolonisée. Le processus de décolonisation dans lequel la France s'est engagée, a déjà connu de graves péripéties, donnant lieu aux événements politiques de 1984 à 1988, qui ont débouché sur les accords de Matignon en 1988, puis les accords de Nouméa en 1998. Après une période de 37 ans de calme relatif, le gouvernement français a souhaité modifier la constitution pour permettre aux citoyens français résidant en Nouvelle-Calédonie depuis plus de dix ans d'y voter aux élections provinciales. À la suite de l'accord de Nouméa, ce droit est limité aux seuls citoyens néocalédoniens, c'est-à-dire aux citoyens français résidents de Nouvelle-Calédonie avant 1998 et à leurs descendants. Ce corps électoral « gelé » fait qu'un électeur potentiel sur cinq est ainsi exclu du corps électoral provincial, un dispositif jugé acceptable par la Cour européenne des droits de l'homme en 2005 « dans le cadre d'un processus de décolonisation » mais « seulement à titre temporaire » et mis en place pour satisfaire les exigences du camps indépendantiste vis-à-vis du vote aux trois référendums sur la question de l'indépendance, qui ont tous vu la victoire du non. La réforme, votée par le Sénat et l'Assemblée nationale et censée être présentée au Congrès du Parlement français, est décriée par les indépendantistes car elle aurait pour conséquence de diluer la voix politique du peuple autochtone mélanésien kanak en permettant, dans la pratique, à davantage de personnes d'origine européenne et polynésienne de voter aux élections provinciales.
Le Front de libération nationale kanak et socialiste critique une « énième tentative de passage en force » du gouvernement, affirmant que la France cherche à « constitutionnaliser la colonisation en Kanaky ». Le Congrès de la Nouvelle-Calédonie à majorité indépendantiste demande le retrait de la réforme tandis que la présidente de l'Assemblée de la province Sud, Sonia Backès, figure des anti-indépendantistes — ou loyalistes —, accuse le Congrès et le gouvernement de la Nouvelle-Calédonie d'être illégitimes.
Les émeutes s'inscrivent dans un contexte de crise économique en Nouvelle-Calédonie s'aggravant depuis 2020 et d'inégalités entre les Kanak et le reste de la population. Le niveau de vie médian des Kanak est deux fois plus faible que celui des non-Kanak.
Les émeutiers causent d'importants dégâts aux infrastructures et commerces de l'archipel, avec un coût estimé à 2,2 milliards d'euros. Des affrontements violents avec les forces de l'ordre ainsi qu'entre civils font onze morts et plusieurs centaines de blessés.
L'ampleur des émeutes conduit le président de la République Emmanuel Macron à décréter l'état d'urgence en Nouvelle-Calédonie à partir du 16 mai à 5 h (heure locale), une mesure déjà auparavant appliquée lors des événements politiques de 1984 à 1988. Des unités de l'armée sont également déployées pour sécuriser les ports et les aéroports, et le réseau social TikTok est interdit dans l'archipel. Pour calmer la situation, Emmanuel Macron se rend en Nouvelle-Calédonie le 23 mai et effectue une série d'annonces dont le report pour quelques semaines de la réforme (ce qui était demandé par les opposants à la réforme), le temps de mettre en place une « mission de médiation et de travail » qui entendra toutes les parties en présence. L'état d'urgence est finalement levé le 28 mai à 5 h (heure locale) et l'interdiction de TikTok est levée le 29 mai. Le projet de dégel est par la suite abandonné le 1er octobre.

## Contexte

### Corps électoral «gelé»
Les élections provinciales néo-calédoniennes ont lieu dans le cadre d'un « gel » du corps électoral autorisé à participer à ces scrutins. Contrairement aux élections présidentielles et législatives auxquelles peuvent participer tous les citoyens français majeurs, seule peut participer aux élections provinciales une partie de la population. En vertu de l'accord de Nouméa de 1998 et de l'article 188 de la loi organique de 1999, sont ainsi électeurs les individus disposant de la citoyenneté néo-calédonienne, résidant en Nouvelle-Calédonie avant 1998, ainsi que leurs descendants, à la condition de résider préalablement pendant dix années consécutives sur le territoire,. Ce gel du corps électoral par l'accord de Nouméa intervient dans un contexte historique de tensions entre communautés sur la question démographique, la Nouvelle-Calédonie ayant été avec l'Algérie l'une des rares colonie de peuplement de la France. Une note de 1972 rédigée par le premier ministre Pierre Messmer à son secrétaire d'État aux DOM-TOM, Xavier Deniau, soulignait ainsi qu'« à long terme, la revendication nationaliste autochtone ne sera évitée que si les communautés non originaires du Pacifique représentent une masse démographique majoritaire ».
Considérant que ces dispositions portent atteinte à l'exercice du droit de vote, le Conseil constitutionnel annule en 1999 le gel du corps électoral en limitant ces conditions à la présence continue pendant dix ans. Cette décision, qui remplace le corps électoral « figé » ou « gelé » par un corps électoral « glissant », provoque une vive opposition de la part des indépendantistes. En visite dans l'archipel en 2003, le président Jacques Chirac s'engage à revenir sur cette décision, ce qui est fait par le vote de la loi constitutionnelle no 2007-237 du 23 février 2007,. Cette dernière réintroduit le gel du corps électoral en l'inscrivant directement dans la Constitution, avec 724 voix pour et 90 contre.
Depuis la réinstauration du gel, la population néo-calédonienne exclue du vote aux élections provinciales n'a cessé de croître. Les exclus passent ainsi d'environ 8 000 en 1999 à 18 000 en 2009, puis 42 000 en 2023. À cette date, le corps électoral gelé était constitué d'environ 178 000 électeurs sur les 220 000 constituant le corps électoral « général » pouvant voter aux élections nationales, ce qui équivaut à l'exclusion d'environ 19,3 % de la population en âge de voter, soit un électeur sur cinq. Cette proportion ayant été de 7,46 % en 1999, la part des électeurs non-admis à participer aux scrutins provinciaux a ainsi été multipliée par 2,45 entre 1998 et 2023. Cette proportion élevée s'accompagne de l'exclusion des conjoints des électeurs, ainsi que des enfants en âge de voter des non-électeurs, nés et ayant grandi sur l'archipel. L'accord de Nouméa n'ayant donné la possibilité de rejoindre le corps électoral provincial — et donc d'obtenir la citoyenneté calédonienne — qu'aux seuls « enfants » des électeurs inscrits en 1998, sans mentionner leurs autres descendants, un vide juridique entoure également la situation des petit-enfants des électeurs.
Depuis son instauration, cette situation a été validée, à titre uniquement temporaire, par le Conseil d'État, le Conseil constitutionnel ainsi que la Cour européenne des droits de l'homme, dans la mesure où elle s'inscrivait dans un « processus de décolonisation » et « sous réserve qu’[elle] soit bien transitoire »,. La Nouvelle-Calédonie est inscrite depuis 1947 sur la liste des territoires non autonomes selon l'Organisation des Nations unies, qui la considère comme non-décolonisée. Pourtant aujourd’hui, le gouvernement ainsi que le congrès sont majoritairement représentés par le peuple autochtone.

### Augmentation des dissensions au sein des indépendantistes
Depuis 2021, les deux principales composantes du Front de libération nationale kanak et socialiste (FlNKS) — l'Union calédonienne (UC) et leurs alliés traditionnels du Rassemblement démocratique océanien (RDO) ainsi que d'autres formations nationalistes extérieures au Front d'une part ; l'Union nationale pour l'indépendance (UNI) d'autre part — se divisent de plus en plus. Les premiers adoptent une stratégie de plus en plus radicale, quand les deuxièmes favorisent au contraire le dialogue avec l'État et les non-indépendantistes. Cela se voit par exemple à travers le conflit entre ces deux groupes pour obtenir la présidence du gouvernement (où les indépendantistes sont désormais majoritaires) en 2021, par la politique de la chaise vide menée par les premiers dans les négociations dites « trilatérales » avec l'État et les non-indépendantistes pour ne privilégier que des « bilatérales », par les propos régulièrement polémiques du président de l'UC Daniel Goa, par le soutien de son parti à la création de la Cellule de coordination des actions de terrain (CCAT) accusée par l'État et Les Loyalistes-Le Rassemblement mais aussi l'UNI d'être à l'origine des émeutes,,,,,,.
À cette rivalité et ces stratégies distinctes s'ajoute une perte d'influence grandissante des dirigeants des partis indépendantistes vis-à-vis de leur base militante, tout particulièrement auprès de jeunes Kanaks urbains en situation d'exclusion sociale qui, d'après Isabelle Merle, « n'ont rien à perdre ».

### Situation au début de l'année 2024
À la suite de la majorité de suffrages exprimés en faveur du « Non » lors des trois référendums d'autodétermination de la Nouvelle-Calédonie en 2018, 2020 et celui de 2021, cette spécificité de l'accord de Nouméa atteint son terme. Il s'ensuit une période de « flottement » quant à l'avenir institutionnel de l'archipel, au cours de laquelle les indépendantistes appellent à la tenue d'un nouveau référendum en lieu et place du troisième, qu'ils ont boycotté et dont ils refusent de reconnaître le résultat. Quant aux anti-indépendantistes, couramment appelés « loyalistes », ils réclament au contraire le « dégel » du corps électoral car ils considèrent que les dispositions de l'accord de Nouméa sont désormais caduques, la population ayant par trois fois choisi de demeurer au sein de la République française, menant ainsi à son terme le processus de l'accord de Nouméa. Cette situation de blocage se poursuit jusqu'en 2024, empêchant la conclusion d'un accord local tandis que s'approchent les élections provinciales. Censées avoir lieu cette même année, les élections sont reportées au 15 décembre 2024 afin de laisser davantage de temps aux parties en présence pour négocier. 
Le 4 juin 2023, Gérard Darmanin , en visite sur le territoire, organise une rencontre afin de trouver un compromis entre indépendantistes qui souhaitaient que le corps électoral reste gelé et les loyalistes qui demandaient l’application d’une démocratie pleine et entière. En déplacement à Nouméa fin juillet 2023, le président Emmanuel Macron appelle à la poursuite des négociations trilatérales afin de mettre en œuvre le dégel du corps électoral et la mise en place « dans le consensus » d'un statut définitif de l'archipel.
Donnant son avis sur la situation le 26 décembre 2023, le Conseil d'État conclut : « Les règles en vigueur concernant le régime électoral des assemblées de province et du Congrès dérogent de manière particulièrement significative aux principes d’universalité et d’égalité du suffrage, notamment en excluant du droit de vote des personnes nées en Nouvelle-Calédonie ou qui y résident depuis plusieurs décennies. »
Une Mission d'information sur l'avenir institutionnel des Outre-mer est mise en place début 2024 par l'Assemblée nationale afin de rencontrer et recueillir les avis des responsables politiques, religieux, coutumiers et autres personnes de la société civile sur le dégel du corps électoral,. La mission conclut fin mars à la « nécessité juridique et démocratique admise et reconnue » du dégel par une révision constitutionnelle, mais évoque la possibilité d'une temporisation de plusieurs mois. Dans son rapport, elle souligne que le débat est révélateur d'un « mal-vivre » et d'une situation politique chaotique qui conduirait depuis plusieurs années à une importante émigration de certains néo-calédoniens, souvent privés de ce droit de vote local, mais également de cadres kanaks diplômés qui n'auraient plus confiance en l'attractivité économique du territoire. Elle remarque notamment que cette tendance démographique entre en conflit avec le « sentiment d’une immigration massive » relayé par des responsables indépendantistes, selon lesquels celle-ci conduit à la « mort du peuple kanak »,.
Les membres de la mission rapportent notamment les propos du président du Congrès de la Nouvelle-Calédonie, Roch Wamytan, indépendantiste Kanak, qui s'interroge sur l'éventualité qu'Emmanuel Macron veuille « recoloniser » la Nouvelle-Calédonie et conclut que « le seuil de tolérance des Blancs est déjà atteint. ». Des représentants de l'Union calédonienne opposée au dégel déclarent : « Si vous touchez au corps électoral, ce sera la guerre. Nos jeunes sont prêts à y aller. S’il faut en sacrifier mille, on le fera. ». Ces propos suscitent l'indignation de la présidente de la province Sud, Sonia Backès qui évoque une population faisant selon elle preuve d'un « racisme extrême », souhaitant que « tout ce qui n’est pas de leur ethnie s’en aille » et traitant de « sales blancs » tous les non-kanaks, qu'ils soient européens, asiatiques ou océaniens,,.

### Projet de révision constitutionnelle
Le gouvernement du président Emmanuel Macron entame finalement en janvier 2024 un processus de révision constitutionnelle visant à dégeler le corps électoral. Le projet prévoit le retour à un corps électoral « glissant » en accordant le droit de vote aux électeurs déjà inscrits sur la liste générale qui justifient d'une domiciliation d'au moins dix ans en Nouvelle-Calédonie, ou qui y sont nés. Une telle modification conduirait à l'incorporation de 25 841 nouveaux électeurs,. Seraient ainsi inscrits automatiquement l'ensemble des 12 441 citoyens français natifs de Nouvelle-Calédonie ayant atteint l'âge de voter, et jusqu'à 13 400 citoyens dont la résidence permanente en Nouvelle-Calédonie depuis au moins dix ans leur permettrait d'en faire la demande individuelle. Environ 16 000 électeurs de la liste générale resteraient exclus, faute de répondre à ces deux critères.

#### Examen en première lecture par le Sénat
Le passage du projet de révision au Sénat conduit à l'ajout d'une clause laissant ouverte le plus longtemps possible la poursuite des négociations dans l'archipel. Là où le projet initial de l'Assemblée nationale prévoyait une application le 15 juillet 2024 faute d'accord, le texte remanié permet ainsi la suspension de la révision constitutionnelle si un accord local est signé au plus tard dix jours avant la tenue des élections provinciales, soit — sauf report — le 5 décembre 2024.
| Groupe | Groupe                                                                    | Pour | Contre | Abstention | Votants/Total |
| ------ | ------------------------------------------------------------------------- | ---- | ------ | ---------- | ------------- |
|        | Groupe Communiste Républicain Citoyen et Écologiste - Kanaky (CRCE-K)     | 0    | 18     | 0          | 18/18         |
|        | Groupe Écologiste - Solidarité et Territoires (GEST)                      | 0    | 16     | 0          | 16/16         |
|        | Groupe Socialiste, Écologiste et Républicain (SER)                        | 0    | 62     | 0          | 62/64         |
|        | Groupe Rassemblement des démocrates, progressistes et indépendants (RDSE) | 11   | 2      | 3          | 16/16         |
|        | Groupe Rassemblement des démocrates, progressistes et indépendants (RDPI) | 20   | 0      | 2          | 22/22         |
|        | Groupe Union centriste (UC)                                               | 52   | 1      | 2          | 55/57         |
|        | Groupe Les Indépendants – République et territoires (LIRT)                | 17   | 0      | 0          | 17/18         |
|        | Groupe Les Républicains (LR)                                              | 129  | 0      | 0          | 129/133       |
|        |                                                                           |      |        |            |               |
|        | Non-inscrits (RASNAG)                                                     | 4    | 0      | 0          | 4/4           |
|        |                                                                           |      |        |            |               |
| Total  | Total                                                                     | 233  | 99     | 7          | 339/348       |

#### Examen en première lecture par l'Assemblée nationale
Le projet est examiné en mai 2024. Le Front de libération nationale kanak et socialiste critique une « énième tentative de passage en force » du gouvernement et affirme que la France cherche à « constitutionnaliser la colonisation en Kanaky ». La Cellule de coordination des actions de terrain, proche du parti indépendantiste Union calédonienne, organise des marches. Le Congrès de la Nouvelle-Calédonie demande le retrait de la réforme tandis que Sonia Backès, figure des loyalistes, accuse le Congrès et le gouvernement de la Nouvelle-Calédonie d'être illégitimes. La présidente de la Province Sud reproche en effet aux indépendantistes de « faire 16 % de voix de moins » que les loyalistes tout en obtenant un siège de plus, leur permettant ainsi de diriger les institutions bien qu'ils soient « minoritaires » au sein du corps électoral « général ».
Retourné à l'Assemblée nationale après son passage au Sénat, le texte est adopté le 14 mai par 351 voix pour et 153 contre.
| Groupe | Groupe                                                                                  | Pour | Contre | Abstention | Votants/Total |
| ------ | --------------------------------------------------------------------------------------- | ---- | ------ | ---------- | ------------- |
|        | Groupe Gauche démocrate et républicaine - NUPES (GDR-NUPES)                             | 0    | 22     | 0          | 22/22         |
|        | Groupe La France insoumise - Nouvelle Union Populaire écologique et sociale (LFI-NUPES) | 0    | 73     | 0          | 73/75         |
|        | Groupe Écologiste - NUPES (ECOLO)                                                       | 0    | 18     | 0          | 18/21         |
|        | Groupe Socialistes et apparentés (SOC-A)                                                | 0    | 30     | 0          | 30/31         |
|        | Groupe Démocrate, MoDem et indépendants (DEM)                                           | 39   | 1      | 2          | 42/50         |
|        | Groupe Renaissance (RE)                                                                 | 146  | 0      | 0          | 146/169       |
|        | Groupe Horizons et apparentés (HOR)                                                     | 30   | 0      | 0          | 30/31         |
|        | Groupe Libertés, Indépendants, Outre-mer et Territoires (LIOT)                          | 5    | 9      | 0          | 14/22         |
|        | Groupe Les Républicains (LR)                                                            | 53   | 0      | 1          | 54/61         |
|        | Groupe Rassemblement National (RN)                                                      | 76   | 0      | 0          | 76/88         |
|        |                                                                                         |      |        |            |               |
|        | Députés non inscrits (NI)                                                               | 2    | 0      | 0          | 2/7           |
|        |                                                                                         |      |        |            |               |
| Total  | Total                                                                                   | 351  | 153    | 3          | 507/577       |

Comme tout projet de révision de la Constitution par voie parlementaire, il doit ensuite être voté à la majorité qualifiée des membres du Parlement réunis en Congrès.

## Déroulement

### Mai
Le 13 mai 2024, des violences éclatent dans le Grand Nouméa tandis que les députés débattent de l'adoption de la loi constitutionnelle. Les affrontements opposent les forces de maintien de l'ordre à des groupes indépendantistes armés, causant des incendies, des pillages et des blessés parmi les gendarmes. Trois employés pénitentiaires sont brièvement pris en otage lors d'une tentative de mutinerie dans le centre pénitentiaire de Nouméa. En conséquence, les établissements scolaires et les services publics des zones concernées sont fermés pour le lendemain, le 14 mai. Le haut-commissaire de la République en Nouvelle-Calédonie Louis Le Franc demande des renforts de Paris pour maintenir l'ordre et annonce une interdiction de port et de transport d'armes ainsi qu'une interdiction de vente d'alcool pendant 48 heures,. Il rapporte « des tirs tendus avec des armes de gros calibre, des carabines de grande chasse, sur les gendarmes » dans la nuit du 13 au 14 mai 2024, dans la commune du Mont-Dore, au sud-est de Nouméa.
Un couvre-feu est instauré de la nuit du mardi au mercredi en vue de réduire les violences urbaines, mais n'est pas respecté. Au matin du mercredi 15 mai, le bilan s'alourdit gravement avec la mort de deux personnes dans la nuit ; la première aurait été tuée par un tir « de quelqu'un qui a certainement voulu se défendre », les circonstances du second décès restent floues. Les émeutes violentes se poursuivent le 14 mai et amènent à des affrontements armés. Trois personnes meurent et 300 personnes sont blessées, dont certaines par balles tandis que 140 personnes sont arrêtées. Entre le 13 et le 22 mai, 84 policiers et gendarmes sont blessés. Dès la première nuit, 80 entreprises sont incendiées ou saccagées. Certains habitants érigent des barricades afin de protéger leurs biens et les émeutes entraînent des pénuries alimentaires. Le haut-commissaire décrit une situation « insurrectionnelle » et évoque le risque d'une « guerre civile ». Emmanuel Macron appelle au calme et prévoit une réunion du Congrès pour entériner la réforme, sauf si un accord plus large est trouvé entre indépendantistes et anti-indépendantistes d'ici juin,,.
Un conseil de défense est tenu par Emmanuel Macron le 15 mai 2024, à l'issue duquel un décret visant à déclarer l'état d'urgence en Nouvelle-Calédonie est demandé par le président de la République et mis à l'ordre du jour du Conseil des ministres. L'état d'urgence entre en vigueur le 15 mai à 18 heures GMT, soit 20 heures à Paris et 5 heures à Nouméa le 16 mai,. Le couvre-feu est instauré sur l'archipel de 18 heures à 6 heures, les rassemblements sont interdits dans l'agglomération du grand Nouméa, de même que le transport et le port d'armes ainsi que la vente d'alcool sur l'ensemble du territoire.
Quarante-cinq minutes après l'annonce présidentielle, le Premier ministre Gabriel Attal annonce le déploiement de l'armée afin d'assurer la sécurisation des ports et des aéroports, ainsi que l'interdiction du réseau social TikTok dans l'archipel. Le 17 mai 2024 le décret d'interdiction de TikTok fait l'objet d'un référé-liberté de la Quadrature du Net et de la Ligue des droits de l'homme.
Le 18 mai 2024, à 23 h 11 (UTC+2), le ministre de l'Intérieur, Gérald Darmanin, annonce le lancement d'« une grande opération de plus de 600 gendarmes, dont une centaine du GIGN, [...] visant à reprendre totalement la maîtrise de la route principale de 60 km entre Nouméa et l’aéroport ». Le 19 mai 2024, à 12 h 27 (UTC+2), il annonce le « succès » de l'opération, revendiquant « 76 barrages détruits [...] plus de 200 interpellations et la réouverture de 20 commerces alimentaires ». 2700 gendarmes dont 550 du territoire sont engagés, ainsi que plusieurs unités des FANC, 9 escadrons de gendarmerie mobile, 15 hommes du GIGN, des policiers du RAID, et 3 compagnies de CRS.
En réponse aux émeutes, des groupes se forment pour défendre leurs quartiers — habitations, services publics, entreprises, commerces — et leurs habitants, et érigent des barrages dans le Grand Nouméa. Ils se désignent eux-mêmes comme des « voisins vigilants » ou « groupes d'autodéfense », mais sont qualifiés de « milices » par une partie des médias métropolitains. S'ils soutiennent les forces de l'ordre et se limitent souvent à des « barrages de fortune » filtrant, à des rondes nocturnes ainsi qu'à des échanges sur les réseaux sociaux, ces groupes se mettent en situation d'infraction en enfreignant eux-mêmes le couvre-feu et en étant parfois armés malgré l'interdiction du port d'armes mise en place par le Haut-commissaire de la République, Louis Le Franc. Constatant des affrontements avec l'organisation indépendantiste Cellule de coordination des actions de terrain (CCAT), ce dernier dénonce vivement ces comportements, redoutant une « spirale mortelle ». Lors d'une conférence de presse, le Haut-commissaire précise toutefois que les trois civils kanaks tués lors des émeutes n'ont pas été victimes de ces groupes,,,. D'après plusieurs témoignages recueillis par Mediapart, malgré le caractère illégal des barrages érigés par ces milices et la présence d'armes en leur sein, la police collabore avec elles.
La formation de ces groupes est perçue comme une conséquence de l'inefficacité des forces de l'ordre locales, largement dépassées. La CCAT les accuse de violences avec la complicité des forces de l'ordre, tandis que la présidente de la province Sud, Sonia Backès, ou d'autres responsables politiques non-indépendantistes, rejettent cette appellation de milice et ne parlent que d'actions défensives.
Pour calmer la situation, le président Emmanuel Macron se rend en Nouvelle-Calédonie le 23 mai et prononce une série d'annonces dont le report pour quelques semaines de la réforme (ce qui était demandé par les émeutiers), le temps de mettre en place une "mission de médiation et de travail" qui entendra toutes les parties en présence.
L'état d'urgence est finalement levé le 28 mai à 5 h (heure locale) en parallèle de l'envoi d'une mission de médiation et de facilitation visant à rétablir le dialogue entre indépendantistes et loyalistes. Le couvre-feu et l'interdiction de TikTok, décidés en dehors de ce cadre, sont cependant maintenus, ainsi que l'interdiction de transporter ou de porter des armes ainsi que de vendre de l'alcool. L'interdiction de TikTok est finalement levée le 29 mai.

### Juin
L'Aéroport international de Nouméa-La Tontouta rouvre progressivement à partir du 5 juin, trois jours après la date prévue,.
Le 12 juin 2024, Emmanuel Macron annonce la suspension du projet de révision constitutionnelle modifiant le corps électoral de Nouvelle-Calédonie durant une conférence de presse à la suite de la dissolution de l'Assemblée nationale.
Le 19 juin, Christian Tein, leader de la CCAT, et dix autres personnes sont arrêtées et placées en garde à vue dans le cadre d'une enquête visant « les commanditaires présumés des exactions commises [...] à compter du 12 mai 2024 ». L'Union calédonienne dénonce des « arrestations abusives » mais appelle « à ne pas répondre à la provocation ». Thierry Kameremoin, également membre de la CCAT, déclare sur Radio Djiido que « C'est [Christian Tein] qui est allé à la gendarmerie, parce qu'il savait que des procédures étaient en cours ». Le 22 juin, les onze gardés à vue sont mis en examen notamment des chefs de complicité de tentative de meurtre, vol en bande organisée avec arme et destruction en bande organisée du bien d'autrui par un moyen dangereux,. Dans la nuit du 22 au 23 juin, sept d'entre eux sont transférés en France métropolitaine pour y être détenus provisoirement. Les quatre autres sont soit laissés libres sous contrôle judiciaire, soit placés en détention provisoire au centre pénitentiaire de Nouméa dans le cas de Joël Tjibaou et Gilles Jorédié. Le transfert de la plupart des responsables de la CCAT dans l'Hexagone  déclenche des manifestations (notamment à proximité du ministère de la Justice et du centre pénitentiaire de Mulhouse-Lutterbach, où Christian Tein est incarcéré), tandis que l'archipel connaît un regain des violences,,,.

### Juillet à décembre
La situation finit par se calmer progressivement et un quasi retour à la normale s'opère. Le 2 décembre, le couvre-feu est levé sur l'ensemble du territoire, mais est reconduit sur les quatre communes du Grand Nouméa pour la nuit du 31 décembre 2024 au 1er janvier 2025 et celle du 1er au 2 janvier par décision du Haut-Commissaire, afin d'éviter d'éventuels troubles lors des festivités du Nouvel An. Entre-temps, les chutes respectives du gouvernement central de Michel Barnier, puis du dix-septième gouvernement néo-calédonien, les 4 et 24 décembre, suspendent temporairement les discussions.

## Réactions politiques

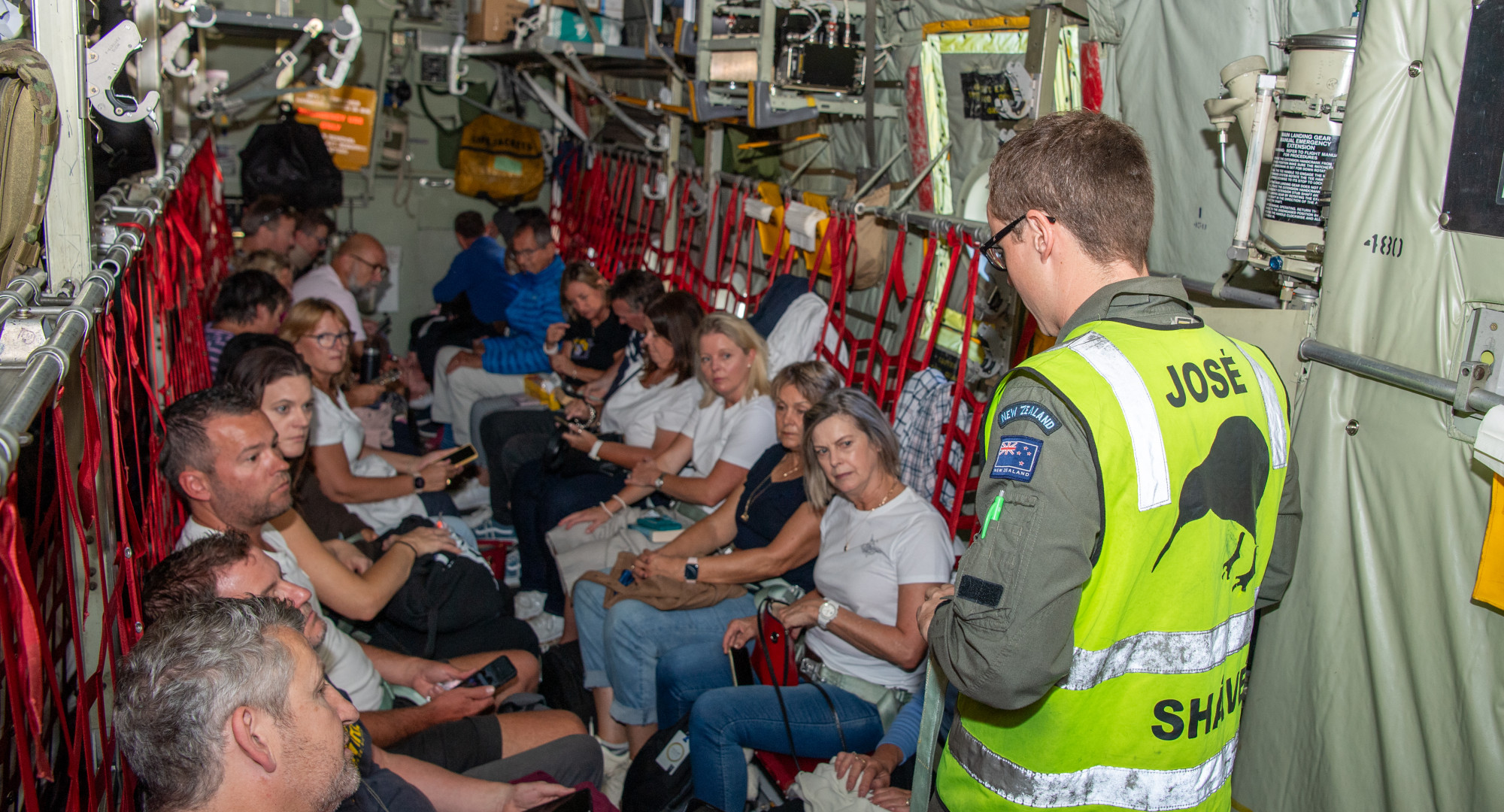
Citoyens néo-zelandais en Nouvelle-Calédonie évacués par la Force aérienne royale néo-zélandaise vers Auckland le 24 mai.

La contestation en Nouvelle-Calédonie est très suivie dans le reste de l'outremer français, et avec le soutien d'une partie de l'opinion. C'est le cas des indépendantistes martiniquais du Parti pour la libération de la Martinique, du Mouvement de décolonisation et d'émancipation sociale (MDES), le principal mouvement indépendantiste guyanais, ainsi que de plusieurs organisations guadeloupéennes. Le député guyanais Jean-Victor Castor estime que « très clairement, avec la crise économique, sociale, politique, des problèmes d'eau, de chômage, le coût de la vie, les gens se reconnaissent dans le combat des Kanak, même quand ils ne sont pas indépendantistes ». À la Réunion, la présidente de région Huguette Bello accuse, avec d'autres élus ultramarins, le gouvernement d'avoir rompu les accords de Nouméa.
Les pays du Pacifique Sud, les voisins les plus proches de la Nouvelle-Calédonie, dont les populations, comme les Kanak, sont mélanésiennes, ont critiqué la gestion de la crise par le gouvernement français et appelé à un retour au dialogue dans l'esprit de l'accord de Nouméa. Le Groupe Fer de lance mélanésien (GFLM), une alliance régionale regroupant la Papouasie-Nouvelle-Guinée, le Vanuatu, les Fidji et les Salomon, a déclaré que « ces événements auraient pu être évités si le gouvernement français avait écouté et n'avait pas imposé le projet de loi constitutionnelle visant à dégeler les listes électorales, à modifier l'électorat des citoyens et à changer la répartition des sièges au Congrès ». Elle a appelé Paris à accepter « la proposition du FLNKS d'établir une mission de dialogue et de médiation dirigée par une personnalité de haut rang mutuellement agréée » afin d'établir une « paix durable ».
L'incarcération des responsables de la CCAT dans l'Hexagone est dénoncée par une partie de la gauche et de l'extrême gauche françaises. Le fondateur de La France insoumise, Jean-Luc Mélenchon, tweet : « La décision d’incarcérer à Mulhouse en détention préventive le chef Kanak de la cellule de coordination des actions de terrain en Calédonie, à 17 000 kilomètres de sa famille, est une aliénation de ses droits et une grossière et dramatique erreur politique. ». Son transfert est comparé à celui de Toussaint Louverture au fort de Joux en 1802, notamment par Pour La Réunion et Révolution permanente,.

### Allègement du couvre feu le 3 novembre 2024
Le couvre-feu imposé le 14 mai 2024 est "allégé" à compter du 3 novembre 2024, il reste en vigueur de minuit à 5 heures du matin (initialement de 18h à 6h du matin). Le haut-commissariat de la République justifie cet allègement des restrictions par "l'amélioration progressive des conditions de sécurité depuis plusieurs semaines".
Le transport et le port d'armes à feu, ainsi que le transport de carburant en jerrican, restent toujours interdits sur tout le territoire, de même que les rassemblements dans la capitale, Nouméa, et son agglomération.

## Accusations d'ingérences étrangères
Le 16 mai, questionné sur France 2 le ministre français de l'Intérieur Gérald Darmanin accuse l'Azerbaïdjan (dont le drapeau, aux couleurs voisines de celles du drapeau kanak, est parfois brandi aux côtés de ce dernier) d'ingérences dans les émeutes en Nouvelle-Calédonie en ayant conclu un accord avec une partie des partisans de l'indépendance. L'Azerbaïdjan rejette les « accusations infondées du ministre français ». Cependant, en juillet 2023, l'Azerbaïdjan avait invité des indépendantistes des territoires français d'outre-mer de Martinique, de Guyane, de Nouvelle-Calédonie et de Polynésie française à une conférence à Bakou, qui a vu la création du « Groupe d'initiative de Bakou » dont l'objectif déclaré est de soutenir « la lutte contre le colonialisme ». Ces accusations s'inscrivent dans un contexte de tensions persistantes entre les deux pays.
Le ministère de l'Intérieur et VIGINUM accusent l'Azerbaïdjan d'ingérence, en propageant de la désinformation sur les réseaux sociaux pour soutenir les indépendantistes,,.
Dans la nuit du mardi 21 au mercredi 22 mai, une attaque informatique « d'une force inédite » a été bloquée sur le territoire, peu après l'annonce de la venue d'Emmanuel Macron dans l'archipel, a rapporté le gouvernement local. Cette attaque « extérieure », menée par l'envoi de millions de courriels de manière simultanée, avait « pour but de saturer le réseau internet calédonien », mais a pu être arrêtée avant qu'il y ait des dégâts importants.

## Bilan

### Humain

#### Bilan officiel
Entre le 13 et le 24 mai 2024, sept personnes sont tuées dont deux gendarmes, tandis qu'entre le 13 et le 28 mai, plus de 300 personnes sont blessées, dont 134 gendarmes et policiers,,.
Dans la nuit du 14 mai au 15 mai, la mort de trois civils kanaks — un homme et une adolescente, originaires de Canala, et un adolescent, originaire de Maré — est causée par « des particuliers » armés n'appartenant pas à des groupes d'autodéfense,,,. Les deux adolescents sont mortellement blessés par balle au niveau de l'impasse Ballard, dans le quartier Ducos, par « quelqu’un qui a certainement voulu se défendre sur un barrage ». L'auteur des tirs est par la suite interpellé par les forces de l'ordre. Deux de ces victimes sont le neveu et la nièce de Christian Karembeu.Trois personnes impliquées dans la mort du jeune de Maré ont été poursuivies par le procureur.
Toujours le 15 mai, le gendarme Nicolas Molinari (EGM 211/1), 22 ans, reçoit un tir en pleine tête à Plum (en), alors qu'il venait de retirer son casque pour parler avec des personnes âgées,,. Il succombe à ses blessures à 23 h 46 (UTC+11).
Le 16 mai, l'adjudant-chef Xavier Salou (EGM 11/1), 46 ans, décède d'« un tir accidentel » survenu « à l'occasion d'un départ en mission, alors qu'une unité configurait un véhicule blindé [à] la caserne de Bailly »,.
Le 18 mai, un père de famille caldoche accompagné de son fils est tué en étant refoulé à un barrage à Kaala-Gomen. Ayant tenté de le forcer, il est tué dans l'échange de coups de feu qui s'ensuit. Il s'agit du premier mort dans des faits survenus en dehors de l'agglomération de Nouméa. Deux autres personnes — le fils de la victime et un kanak — sont grièvement blessées lors de la fusillade et évacuées vers le centre hospitalier de Koumac,.
Le 24 mai, un civil kanak de 48 ans est tué par un fonctionnaire de police hors service, pris à partie avec un collègue par une quinzaine d'individus. Le jour même, une enquête est ouverte pour « homicide volontaire par personne dépositaire de l'autorité publique ». Le surlendemain, le policier est mis en examen pour « coups mortels aggravés par l'usage d'une arme » et placé sous contrôle judiciaire à l'issue de sa garde à vue.
Le 1er juin, un jeune policier adjoint, d'origine kanak, est passé à tabac par des « voisins vigilants » dans le quartier de Tuband, à Nouméa. L'élu Gil Brial, deuxième vice-président de l'assemblée de la Province Sud, est impliqué dans l'affaire.
Le 3 juin, à 16 h 05 (UTC+11), plusieurs hommes attaquent une voiture de location conduite par des gendarmes, sur la RT1, au niveau du col de la Pirogue à Païta. Les gendarmes ripostent et deux hommes sont grièvement blessés, l'un à la tête et l'autre au bras. Le premier décède le 7 juin, vers 22 h (UTC+11), au Médipôle de Koutio. Il s'agit de Lionel Païta, 26 ans, petit-fils de Clément Païta, grand chef de Païta.
Le 11 juin, Joseph Poulawa, 34 ans, décède au Médipôle de Koutio, où il avait été admis « en urgence absolue » deux semaines auparavant, après avoir été blessé par balle au thorax et à l'épaule par un gendarme du GIGN,,,. Son décès porte à neuf le nombre de personnes tuées par balles depuis le début des émeutes.
Le 10 juillet une dixième victime est à déplorer à la suite d'une altercation armée avec des gendarmes à hauteur de la localité de Saint-Louis.
Le 15 août, à Thio, un homme a été tué par un tir de gendarmerie dans le cadre d'un échange de coups de feu à la suite d'une opération de déblaiement d'un pont. Il s'agit du 11ème mort depuis le début de la crise.
Deux hommes sont tués par balle par les gendarmes à Saint-Louis suite à des tirs de riposte dans la nuit du 18 au 19 septembre, portant à treize le nombre de personnes tuées depuis le début des violences.

#### Morts indirectes
En plus des treize morts, plusieurs individus ont perdu la vie en conséquence indirecte des émeutes. Au premier jour des violences, une femme devant accoucher a perdu son enfant in-utero, n’ayant pu atteindre la maternité à temps à cause des blocages. Le 15 mai, un homme diabétique de 40 ans est mort à son domicile, n'ayant pas pu être dialysé à temps. Un motocycliste meurt le 18 mai en percutant une carcasse de voiture servant de barricadeà l'entrée de la vallée du tir
Le Médipôle, principal hôpital de l'archipel, est surchargé et difficilement accessible. Depuis le début des émeutes, le nombre de morts naturelles a presque doublé.

### Économique
Le bilan des émeutes est lourd pour l'économie néo-calédonienne, déjà fragile. Le 16 mai, la chambre de commerce et d'industrie de Nouvelle-Calédonie estime le coût des dommages résultant du pillage et des destructions à plus de 200 millions d'euros. Le 21 mai, le bilan estimé monte à 1 milliard d'euros. Les entreprises locales sont particulièrement touchées : plus de 150 d'entre elles sont détruites, ce qui cause la perte à très court terme de 1 500 à 2 000 emplois, ainsi que de plus de deux points du PIB annuel de la Nouvelle-Calédonie,.
Après environ un mois d'émeutes, le bilan est estimé à 900 entreprises et 200 maisons détruites, 600 véhicules incendiés. L'emploi est aussi impacté avec plus de 7 000 emplois détruits soit plus de 10% de l'emploi privé de l'île,.
L'école d'infirmières (Institut de formation des professions sanitaires et sociales) a été incendiée quatre fois.
De plus, deux des trois usines de nickel de l'île (KNS et PRNC) sont menacées de fermeture, ce qui représente 7 884 emplois directs, indirects et induits,.

## Suites
Dans son discours de politique générale du 1er octobre 2024, le nouveau Premier ministre Michel Barnier annonce que le projet de loi est abandonné et ne sera pas présenté au Congrès de Versailles,.
Un an après le début des émeutes, le PIB a subi une décrue de 15%, 20% des salariés ont perdu leur emploi, l'ensemble des populations du territoire connaît des problèmes de subsistance, de logement, d'alimentation, d'approvisionnement de produits de première nécessité, les plus touchées étant les classes populaires les plus défavorisées. Les discussions sur l’avenir institutionnel de l’archipel sont au point mort, faute d’accord. Les propositions du ministre des outre-mer Manuel Valls, dans un texte de « souveraineté partagée » qui prévoyait un « transfert et une délégation immédiate des compétences régaliennes », se sont heurtées au désaccord des Loyalistes et du Rassemblement qui y voient une « indépendance-association », mais aussi des membres du gouvernement français à l'origine du projet de révision constitutionnelle, parmi lesquels Gérald Darmanin et Sébastien Lecornu – qui ont eu un temps la charge du dossier calédonien –, mais aussi Bruno Retailleau et Emmanuel Macron lui-même.